# افضل منا (مسلسل)
"أفضل منا" (Better Than Us) مسلسل روسي خيال علمي درامي تم عرضه في عامي 2018 و 2019. تدور أحداث المسلسل حول عائلة على وشك التفكك والتي تصبح مالكة لروبوت متطور للغاية وذكي وعاطفي اسمه أريسا.
يستكشف المسلسل موضوعات الذكاء الاصطناعي والعلاقة بين الإنسان والروبوت والمخاطر والفوائد المحتملة للتكنولوجيا المتقدمة. يتعمق في أسئلة حول الوعي والأخلاق ومستقبل البشرية في عالم يصبح فيه الروبوت أكثر تطوراً ولا يمكن تمييزه عن البشر.

## النقاط الرئيسية
- التطور السريع للذكاء الاصطناعي: يصور المسلسل كيف يمكن للروبوتات أن تتجاوز قدرات البشر في بعض المجالات.
- العلاقة بين الإنسان والروبوت: يستكشف المسلسل كيف يمكن للروبوتات أن تؤثر على علاقاتنا الاجتماعية والعائلية.
- المسؤولية الأخلاقية: يطرح المسلسل أسئلة حول المسؤولية الأخلاقية لإنشاء روبوتات متقدمة وكيفية ضمان استخدامها بشكل آمن.
- مستقبل البشرية: يتخيل المسلسل كيف يمكن أن يتغير العالم بشكل جذري مع ظهور الذكاء الاصطناعي.

## وصلات خارجية
- افضل منا  في قاعدة بيانات الأفلام على الإنترنت (بالإنجليزية)
- Better than Us on نتفليكس